# 멧밭쥐
멧밭쥐(Micromys minutus)는 한반도에서 흔한 들쥐류로 한국 전역에 서식한다. 이들은 논이나 풀밭에서 둥지를 만들고 새끼를 5~6마리를 낳는다.

## 같이 보기
- 한국의 포유동물